# Cécile Mourer-Chauviré
Pour les articles homonymes, voir Mourer et Chauviré.
Cécile Mourer-Chauviré est une paléontologue française née le 5 novembre 1939 à Lyon qui a réalisé de nombreuses études sur l'avifaune de l’Éocène et de l'Oligocène fossilisée dans les phosphorites du Quercy. Elle a contribué à éclaircir la classification et la phylogénie des Phorusrhacidae, une espèce d'oiseaux géants carnivores du Cénozoïque, dans une série d'articles parus entre 1981 et 1983. Ses travaux ont également porté sur l'évolution et la morphologie fonctionnelle des oiseaux inaptes au vol.

## Biographie
Cécile Chauviré nait à Lyon en 1939 et y fait ses études. A l'Université de Lyon elle obtient différents diplômes en zoologie, botanique et géologie. Elle réalise sa thèse de 3ème cycle sur les grands mammifères du quaternaire de Châtillon-Saint-Jean qu'elle achève en 1962. Elle entre au CNRS en 1961 et entame une thèse de doctorat sur les oiseaux du Pléistocène à une époque où personne ne s'est encore consacré aux fossiles d'oiseaux en France. Ayant épousé Roland Mourer, un ethnologue, elle le suit au Cambodge en 1964, pays dans lequel il mène des recherches archéologiques dans la région de Battambang. Ils découvrent et étudient ensemble le site préhistorique de la grotte de Laang Spean. Elle enseigne la géologie à l'Université royale de Phnom Penh jusqu'à ce que la guerre civile cambodgienne  prenne de l'ampleur en 1970.
Cécile Mourer-Chauviré retourne alors en France et réintègre le CNRS. Elle achève sa Thèse d’État en 1975 qui fait d'elle la spécialiste des fossiles d'oiseaux en France et en Europe. Elle devient Directrice de recherches en 1975. Elle travaille notamment sur l'avifaune de l’Éocène et de l'Oligocène fossilisée dans les phosphorites du Quercy et effectue des séjours prolongés entre 1981 et 1984 à l'Université de Floride pour compléter les données dont elle dispose. Elle coorganise en 1985 un congrès international à Lyon sur le thème de L’évolution des oiseaux d’après le témoignage des fossiles qui débouche sur la création de la Society for Avian Paleontology and Evolution (SAPE). De 1987 à 1999, elle rédige la lettre d'information annuelle de la SAPE et en assure le secrétariat. Dans le cadre des fouilles régulières qu'elle pratique sur le terrain, elle met en évidence que le Dodo blanc de l'île de la Réunion n'était en réalité qu'une espèce d'ibis.  Elle travaille notamment sur les avifaunes de plusieurs îles méditerranéennes, de Nouvelle-Calédonie et de la Réunion ainsi que sur les fossiles d'oiseaux de plusieurs pays d'Afrique qui lui permettent de contribuer à la classification et la phylogénie des Phorusrhacidae dits oiseaux-terreurs, une espèce d'oiseaux géants carnivores du Cénozoïque. Elle prend sa retraite en 2005 mais continue à participer aux travaux dans son domaine.
Elle a été élue membre correspondant de l'Académie des sciences, belles-lettres et arts de Lyon en 2018.
Son nom est donné huit taxons fossiles (situation à 2013) Aythya chauvirae (Chevenal 1987), Cypseloides mourerchauvireae (MLíkovský 1989), Chauvireria (Boev, 1997), Pica mourerae (Seguí, 2001), Oligosylphe mourerchauvireae (Mayr & SMith, 2002), Tyto mourerchauvireae (Pavia, 2004), Afrocygnus chauvireae (Louchartet et al., 2005), Asphaltoglaux cecileae (Campbell & Bochenskí 2013).

## Publications
- « Les oiseaux du pléistocène moyen et supérieur de Franc », Documents des Laboratoires de Géologie, Laboratoire de géologie Lyon,‎ 1976.
- « Les Strigiformes (Aves) des Phosphorites du Quercy (France) : Systématique, Biostratigraphie et Paléobiogéographie », Documents des Laboratoires de Géologie de Lyon, no 99,‎ 1987, p. 89-135.
- « Les Gruiformes (Aves) des Phosphorites du Quercy (France). 1. Sous-ordre Cariamae (Cariamidae et Phorusrhacidae). Systématique et biostratigraphie », Palaeovertebrata, no 13,‎ 1983, p. 83-143.
- H. Quellet (éd.), « Les Caprimulgiformes et les Coraciiformes de l’Eocène et de l’Oligocène des Phosphorites du Quercy et description de deux genres nouveaux de Podargidae et Nyctibiidae », dans Acta XIX congressus internationalis ornithologici, University of Ottawa Press, 1989, p. 2047-2055.
- (en) K. E. Campbell (éd.), « Avian Paleontology honoring Pierce Brodkorb : systematics and biostratigraphy », dans The Galliformes (Aves) from the Phosphorites du Quercy (France), Natural History Museum Los Angeles County., Sci. Ser., 1992, chap. 36, p. 67-95.
- (en) « Dynamics of the avifauna during the Paleogene and the Early Neogene of France. Settling of the recent fauna », Acta zool. cracov., no 38,‎ 1995, p. 325-342.
- (en) D. S. Peters (éd.), « The Messelornithidae (Aves: Gruiformes) from the Paleogene of France », Acta palaeornithologica. Courrier Forschungsinstitut Senckenberg, no 181,‎ 1995, p. 95-105.
- « Les relations entre les avifaunes du Tertiaire inférieur d’Europe et d’Amérique du Sud », Bulletin de la société géologique, France, no 170,‎ 1999, p. 85-90.
- (en) M. Pickford, B. Senut (éd.), « Birds (Aves) from the Middle Miocene of Arrisdrift (Namibia). Preliminary study with description of two new genera: Amanuensis (Accipitriformes, Sagittariidae) and Namibiavis (Guriformes,Idiornithidae) », dans Geology and Palaeobiology of the Central and Southern Namibia, vol. 2 : Paleontology of the Orange River Valley. Ministry of Mines and Energy, Geological Survey of Namibia, Memoir 19, 2003, p. 103-113.
- (en) Cécile Mourer-Chauviré, Albrecht Manegold et Gerald Mayr, « Miocene Songbirds and the Composition of the European Passeriform Avifauna », The Auk, no 121,‎ 2004, p. 1155–1160.
- Éditrice : L' évolution des oiseaux d'après de témoignage des fossiles: table ronde internationale du CNRS, Lyon-Villeurbanne, 18 - 21 Septembre 1985, Documents des Laboratoires de Géologie, Nr. 99, 1987